# پولینه گرابوش
پولینه گرابوش (آلمانی: Pauline Grabosch؛ زادهٔ ۱۴ ژانویهٔ ۱۹۹۸) دوچرخه‌سوار پیست زن اهل آلمان است.
وی در مسابقات کشوری و بین‌المللی در مجموع برندهٔ ۶ مدال طلا، ۵ مدال نقره، ۲ مدال برنز شده است.